# V883 Orionis
V883 Orionis är en ensam stjärna som antas ingå i Orionnebulosan i den södra delen av stjärnbilden Orion. Baserat på parallax enligt Gaia Data Release 3 på ca 1,54 mas, beräknas den befinna sig på ett avstånd 414 parsek från solen.  V883 Orionis är en protostjärna förbunden med IC 430 (Haro 13A), ett säreget Hα-objekt som undersöktes av Guillermo Haro 1952.

## Egenskaper
V883 Orionis är en gul till vit jättestjärna av spektralklass F:I:E. Den har en massa som är lika med ca 1,3 solmassor, en radie som är ca 0,54 solradie och utsänder energi från dess fotosfär motsvarande ca 0,032 gånger solen vid en effektiv temperatur av ca 3 300 K.
V883 Orionis är, som de flesta protostjärnor, omgiven av en stoftskiva. Stoftet har en vattensnölinje, ett visst avstånd där stjärninstrålningen från stjärnan är tillräckligt låg för att vatten kan frysa till snö. Vattensnölinjen direktavbildades av ALMA, när ett stjärnutbrott ökade mängden stjärninstrålning och sköt ut linjen längre. År 2023 tillkännagavs att tecken på vattenånga hade upptäckts i V883 Orionis skiva.

## Galleri

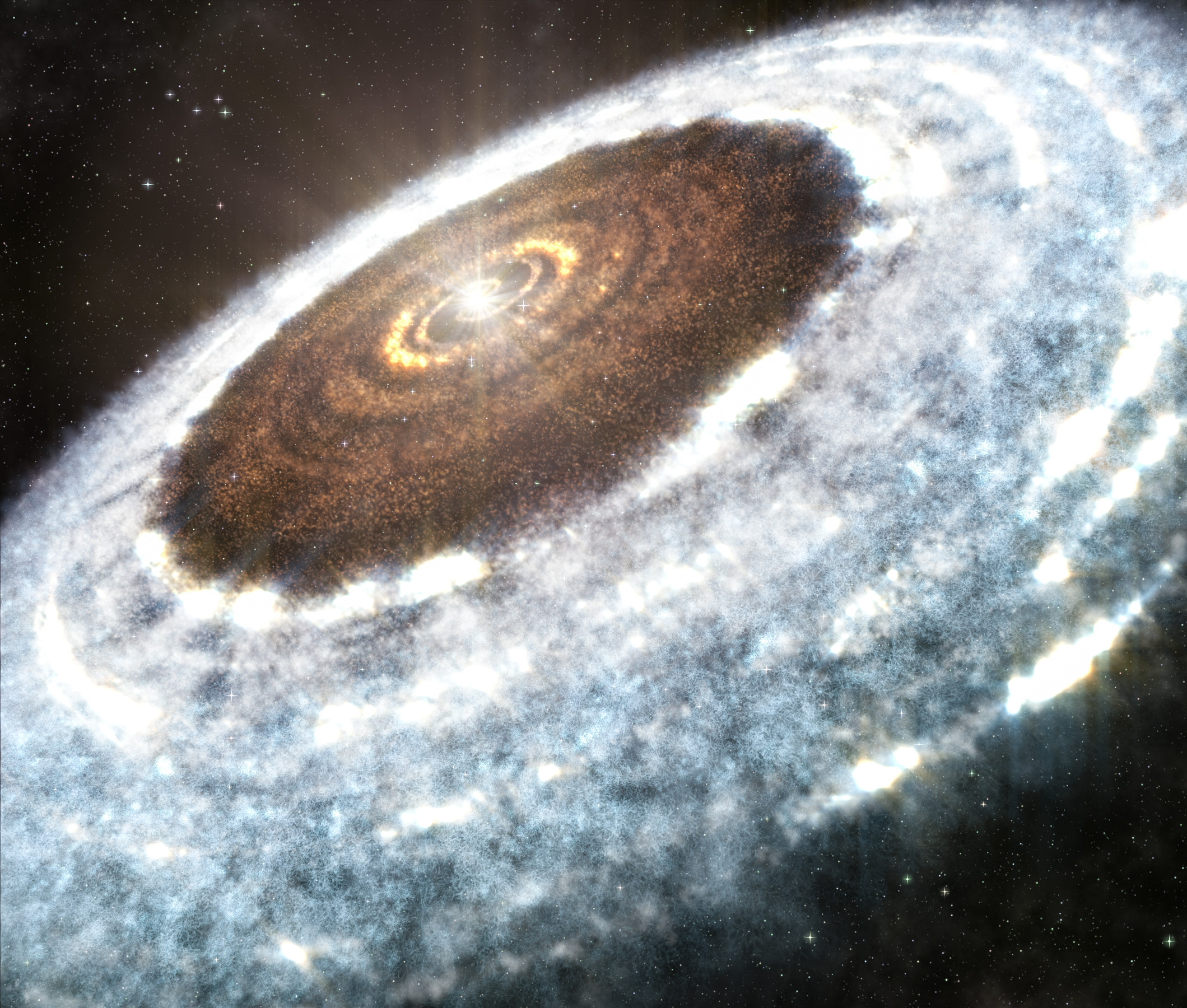
Konstnärens intryck av den planetbildande skivan runt V883 Orionis
- Informativ video om den planetbildande skivan kring V883 Orionis
- Konstnärens intryck av vattensnölinjen runt V883 Orionis, upptäckt med ALMA
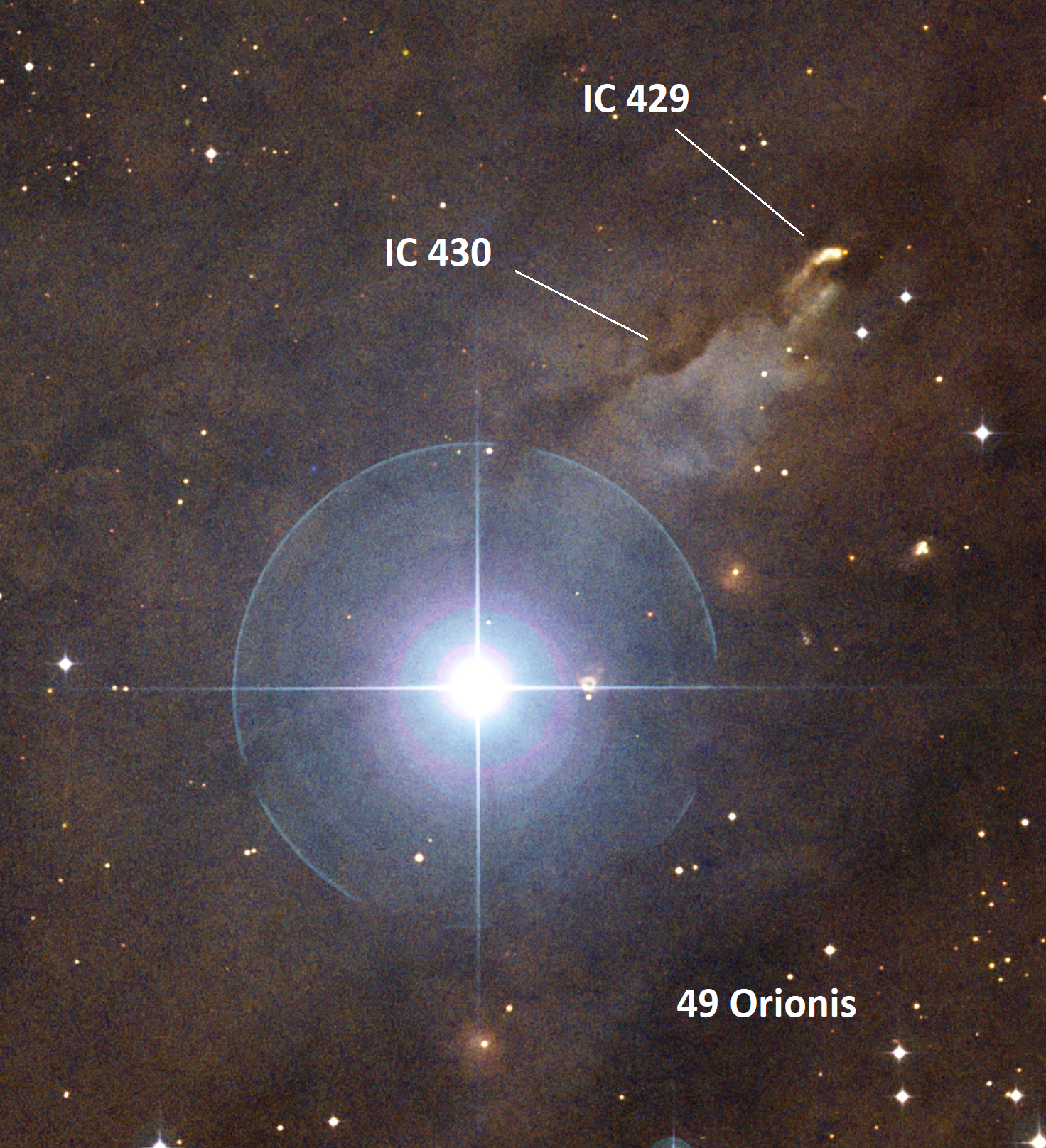
IC 429 och IC 430 bredvid den ljusa förgrundsstjärnan 49 Ori. V883 Ori är den svaga stjärnan strax bortom spetsen på IC 429.